# 奧西斯 (新墨西哥州)
奧西斯（英語：Oasis）是位於美國新墨西哥州謝拉縣的普查規定居民點。

## 人口
根據2020年美國人口普查的數據，奧西斯的面積為5.41平方千米，皆為陸地。當地共有人口161人，而人口密度為每平方千米29.76人。